# Josep Tarín Iglesias
Josep Tarín Iglesias   (Barcelona, 18 d'abril de 1915 - 9 de setembre de 1996) va ser un periodista i escriptor català. Era germà del també periodista Manuel Tarín, creador dels Premis Ondas.
Com a periodista, es va iniciar en els anys de preguerra dins de les publicacions radicals de Pich i Pon. Passada la Guerra Civil, canvia al catolicisme i deixà palesa en els seus articles dels valors tradicionals i folklòrics. Va ser director del Diario de Barcelona (1969 – 1972) i del Noticiero Universal (1977 – 1982).
Pel que fa a la seua tasca d'escriptor, va publicar llibres com ara Milà i Fontanals, periodista i poeta (1950) o L'abat Marcet (1955). També va editar les seues memòries, sota el títol Vivir para contar.
Va ser guardonat amb el Premi Sant Jordi de Periodisme i amb la Medalla d'Or al Mèrit del Treball. El 1973, l'Ajuntament de Barcelona el nomenà cronista oficial de la ciutat.